# Gola (Jarocin)
Pour les articles homonymes, voir Gola.
Gola (prononciation : [ˈɡɔla]) est un village polonais de la gmina de Jaraczewo dans le powiat de Jarocin de la voïvodie de Grande-Pologne dans le centre-ouest de la Pologne.
Il se situe à environ 2 kilomètres à l'ouest de Jaraczewo (siège de la gmina), à 16 kilomètres à l'ouest de Jarocin (siège du powiat) et à 52 kilomètres au sud-est de Poznań (capitale régionale).

## Histoire
De 1975 à 1998, le village faisait partie du territoire de la voïvodie de Kalisz.

Depuis 1999, Gola est situé dans la voïvodie de Grande-Pologne.